# Servio Sulpicio Camerino (cónsul 393 a. C.)
Servio Sulpicio Camerino (en latín Servius Sulpicius Camerinus) hijo del tribuno consular Quinto Sulpicio Camerino Cornuto, cónsul en el año 393 a. C., y en 391 a. C. tribuno militar con poderes consulares; en este último año dirigió la guerra contra los sapinates, y se llevó una gran cantidad de botín, producto del saqueo de su territorio.
Fue uno de los tres interreyes en 387 a. C.